# Горбатовка (Чувашия)
Горба́товка (чув. Горбатовка) — деревня в Красночетайском районе Чувашской Республики. Входит в состав Штанашского сельского поселения.

## География
Находится в северо-западной части Чувашии на расстоянии приблизительно 26 км на восток-юго-восток от районного центра села Красные Четаи в верховье речки Кумажана.

## История
Известна с 1931 года как поселок Горбатово, с 1935 деревня. В 1939 году учтено 195 жителей, в 1979—137. В 2002 году было 22 двора, в 2010 — 15 домохозяйств. В 2010 году действовало ООО «Асамат».

## Население
Постоянное население составляло 56 человек (чуваши 100 %) в 2002 году, 38 в 2010.